# Jan Czapla (duchowny)
Jan Czapla (zm. 1239 w Płocku) – polski duchowny, scholastyk płocki i włocławski.

## Życiorys
Godność scholastyka płockiego otrzymał ok. 1207, scholastyka włocławskiego ok. 1227. Według Kroniki wielkopolskiej miał być wychowawcą synów księcia Konrada mazowieckiego i zginął w 1239. 
Na polecenie ojca uwięził, a następnie powiesił Czaplę książę Siemowit. Konrad uznał duchownego za winnego nieposłuszeństwa innego syna, Kazimierza kujawskiego. Bardziej prawdopodobna wydaje się teoria, że Czapla padł ofiarą gniewu księcia mazowieckiego w związku z konfliktem majątkowym panującego z kapitułą płocką. Świadczyłoby o tym m.in. demonstracyjne powieszenie zwłok naprzeciw katedry, kiedy dominikanie starali się o godny pochówek. Gdy ci zdjęli ciało z szubienicy, chcąc je pogrzebać, księżna Agafia nie pozwoliła na to mnichom i rozkazała powtórnie je tam powiesić.
Konrad mazowiecki po straceniu Jana Czapli został obłożony interdyktem przez arcybiskupa gnieźnieńskiego Pełkę. Zmuszony do odbycia pokuty, nadał Kościołowi płockiemu i włocławskiemu oraz arcybiskupstwu gnieźnieńskiemu liczne przywileje.